# Martina Halinárová
Martina Halinárová, née Jašicová le 22 avril 1973 à Dolný Kubín, est une biathlète slovaque. Elle a fait ses débuts internationaux en 1992 et a remporté deux victoires en Coupe du monde. En 1999, elle est médaillée d'argent aux Championnats du monde de Kontiolahti sur la poursuite. Connue aussi sous le nom de Martina Schwarzbacherová, elle a aussi pris part à cinq éditions des jeux olympiques.

## Biographie
La biathlète démarre en Coupe du monde lors de la saison 1992-1993 à Pokljuka (9e), lors de laquelle elle signe son premier podium, une victoire sur l'individuel d'Östersund, ce qui l'aide à établir son meilleur classement général avec le huitième rang à l'issue de l'hiver.
Lors de sa première participation aux Jeux olympiques en 1994, elle se classe sixième de l'individuel.
Un an plus tard, elle gagne sa deuxième course en Coupe du monde à Lahti.
Elle s'impose ensuite encore une fois en remportant le titre de la poursuite aux Championnats du monde de biathlon d'été en 1998.
Aux Championnats du monde 1999, elle remporte l'unique médaille en grand championnat de sa carrière avec l'argent de la poursuite derrière Olena Zubrilova. Elle enchaîne par deux autres podiums en Coupe du monde, qui sont aussi ses derniers (elle en totalise cinq). Le même hiver, elle gagne aussi trois médailles d'or à l'Universiade à Strbske Pleso. En 2000, son meilleur résultat est cinquième de l'individuel aux Championnats du monde à Oslo. elle obtient également un titre de championne d'Europe de relais. En 2001, elle ne réalise pas le moindre top dix en Coupe du monde.
Aux Jeux olympiques d'hiver de 2002, son meilleur résultat individuel est une neuvième place sur le quinze kilomètres individuel.
Elle est championne d'Europe du sprint en 2003. Aux Jeux olympiques d'hiver de 2006, elle se classe notamment seizième du sprint. La même année, elle est médaillée d'argent de l'individuel aux Championnats d'Europe, montant ainsi sur son dernier podium au niveau international. En 2010, elle participe pour la cinquième fois aux Jeux olympiques à Vancouver.
Elle prend sa retraite sportive en 2011.

## Palmarès

### Jeux olympiques
| Épreuve / Édition                   | Individuel | Sprint | Poursuite                        | Départ en masse                  | Relais |
| Jeux olympiques 1994 Lillehammer    | 6e         | 15e    | Épreuve inexistante à cette date | Épreuve inexistante à cette date | —      |
| Jeux olympiques 1998 Nagano         | 46e        | 7e     | Épreuve inexistante à cette date | Épreuve inexistante à cette date | 4e     |
| Jeux olympiques 2002 Salt Lake City | 9e         | 13e    | 18e                              | Épreuve inexistante à cette date | 5e     |
| Jeux olympiques 2006 Turin          | 34e        | 16e    | LAP                              | —                                | 10e    |
| Jeux olympiques 2010 Vancouver      | 43e        | 53e    | LAP                              | —                                | 12e    |

Légende :
- LAP : non classé (arrêt forcé : un tour de retard)

- — : pas de participation à l'épreuve
- épreuve inexistante ou ne figurant pas au programme

### Championnats du monde
| Mondiaux \ Épreuve      | Individuel | Sprint    | Poursuite                        | Départ en masse                  | Relais    | Course par équipes               | Relais mixte                     |
| Antholz 1995            | 10e        | 11e       | Épreuve inexistante à cette date | Épreuve inexistante à cette date | 4e        | 16e                              | Épreuve inexistante à cette date |
| Ruhpolding 1996         | 35e        | 37e       | Épreuve inexistante à cette date | Épreuve inexistante à cette date | 11e       | -                                | Épreuve inexistante à cette date |
| Osrblie 1997            | 66e        | 38e       | 24e                              | Épreuve inexistante à cette date | 7e        | 4e                               | Épreuve inexistante à cette date |
| Hochfilzen 1998         | JO Nagano  | JO Nagano | -                                | Épreuve inexistante à cette date | JO Nagano | 15e                              | Épreuve inexistante à cette date |
| Kontiolahti / Oslo 1999 | 45e        | 7e        | Médaille d'argent, monde         | 5e                               | 8e        | Épreuve inexistante à cette date | Épreuve inexistante à cette date |
| Oslo 2000               | 5e         | 29e       | 21e                              | 22e                              | 8e        | Épreuve inexistante à cette date | Épreuve inexistante à cette date |
| Pokljuka 2001           | 55e        | 71e       | -                                | -                                | 11e       | Épreuve inexistante à cette date | Épreuve inexistante à cette date |
| Khanty-Mansiïsk 2003    | 40e        | 6e        | 21e                              | 7e                               | 10e       | Épreuve inexistante à cette date | Épreuve inexistante à cette date |
| Hochfilzen 2005         | 37e        | 41e       | 20e                              | -                                | 6e        | Épreuve inexistante à cette date | -                                |
| Antholz 2007            | 17e        | 46e       | 27e                              | 24e                              | 15e       | Épreuve inexistante à cette date | 15e                              |
| Östersund 2008          | 17e        | 40e       | 38e                              | -                                | 9e        | Épreuve inexistante à cette date | 14e                              |
| Pyeongchang 2009        | 81e        | 80e       | -                                | -                                | 13e       | Épreuve inexistante à cette date | 10e                              |
| Khanty-Mansiïsk 2011    | 63e        | 91e       | -                                | -                                | 7e        | Épreuve inexistante à cette date | -                                |

### Coupe du monde
- Meilleur classement général : 8e en 1993.
- 5 podiums individuels : 2 victoires, 1 deuxième place et 2 troisièmes places.

#### Détail des victoires
| Saison / Épreuve | Individuel | Sprint | Poursuite | Mass start | Total |
| 1992-1993        | Östersund  |        |           |            | 1     |
| 1994-1995        | Lahti      |        | 1         |            |       |
| Total            | 2          | 0      | 0         | 0          | 2     |

#### Classements annuels
| Année | Classement général final |
| 1993  | 8e                       |
| 1994  | 30e                      |
| 1995  | 20e                      |
| 1996  | 50e                      |
| 1997  | 48e                      |
| 1998  | 37e                      |
| 1999  | 15e                      |
| 2000  | 28e                      |
| 2001  | 51e                      |
| 2002  | 33e                      |
| 2003  | 26e                      |
| 2005  | 55e                      |
| 2006  | 50e                      |
| 2007  | 49e                      |
| 2008  | 45e                      |
| 2009  | 90e                      |
| 2010  | 92e                      |

### Championnats d'Europe
- Médaille d'or du relais en 2000.
- Médaille d'or du sprint en 2003.
- Médaille d'argent de l'individuel en 2006.

### Championnats du monde de biathlon d'été
- Médaille d'or de la poursuite en 1998.

### Championnats du monde junior
- Médaille d'argent de l'individuel en 1993[1].

### Universiades
- Médaille d'or de l'individuel en 1999.
- Médaille d'or du sprint en 1999.
- Médaille d'or du relais en 1999
- Médaille d'or de l'individuel en 2001.
- Médaille d'argent de la poursuite en 1999.
- Médaille d'argent de la poursuite en 2001.